# 상니콜라우섬
상니콜라우섬(포르투갈어: São Nicolau, 포르투갈어로 "성 니콜라우스"라는 뜻) 또는 사니클라우섬(Saniclau, 카보베르데 크리올 이름)은 카보베르데 바를라벤투 제도에 위치한 섬으로 면적은 343km2, 인구는 12,424명(2015년 기준)이며 길이는 44.5km, 넓이는 22.0km이다.
산타루지아섬과 살섬 사이에 위치하며 행정 구역상으로는 히베이라브라바시, 타하팔드상니콜라우시에 속한다. 섬에서 가장 높은 곳은 몬트고르두산(Monte Gordo)으로서 높이는 1,312m이다. 이 지역의 경제는 농업과 어업, 관광업이 주를 이루고 있고 주민들은 대개 도시나 농촌에 거주한다. 섬 안에는 국내선 전용 공항인 상니콜라우 공항, 상비센트섬·산티아구섬을 오가는 페리 노선을 운항하는 타하팔드상니콜라우항이 위치한다.